# 公眾有限公司
公眾有限公司（英語：public limited company，合法縮寫PLC或plc）是英國、英聯邦成員國及愛爾蘭共和國的公眾公司的一個類型。是唯一一種公司能夠上市（但並不強求），並對外發行股票（shares）或債券（bonds）。公眾有限公司是一種有限責任公司（limited company），是一個獨立法人（legal entity），擁有有限債務（Limited liability）。股本最低為£50,000。
在英國，一家公眾有限公司的合法公司名稱末尾中必須有“public limited company”或“PLC”、“plc”的字樣。不過威爾士的一些公司會選擇用“ccc”（公眾有限公司威爾士語“cwmni cyfyngedig cyhoeddus”的縮寫）結尾。
“Public limited company”和“PLC”/“plc”後綴在1974年出現，此前這些國家和地區的所有上市公司均使用“Limited”（“Ltd”）為後綴。

## 外部連結
- Companies Act 2006（页面存档备份，存于）, Office of Public Sector Information
- Companies House guide to company formation